# Human Rights Now!

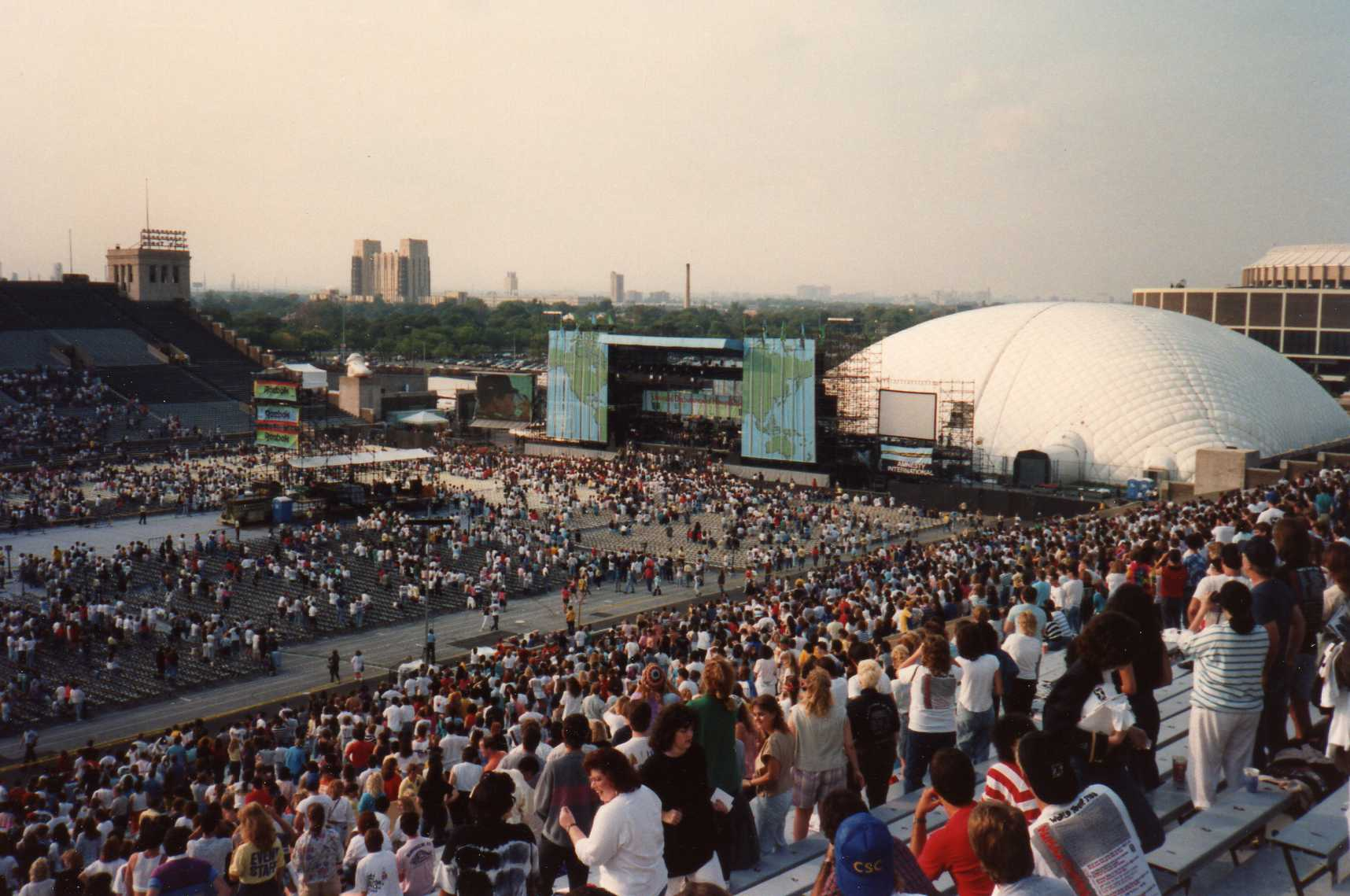
Human Rights Now! in Philadelphia (USA)

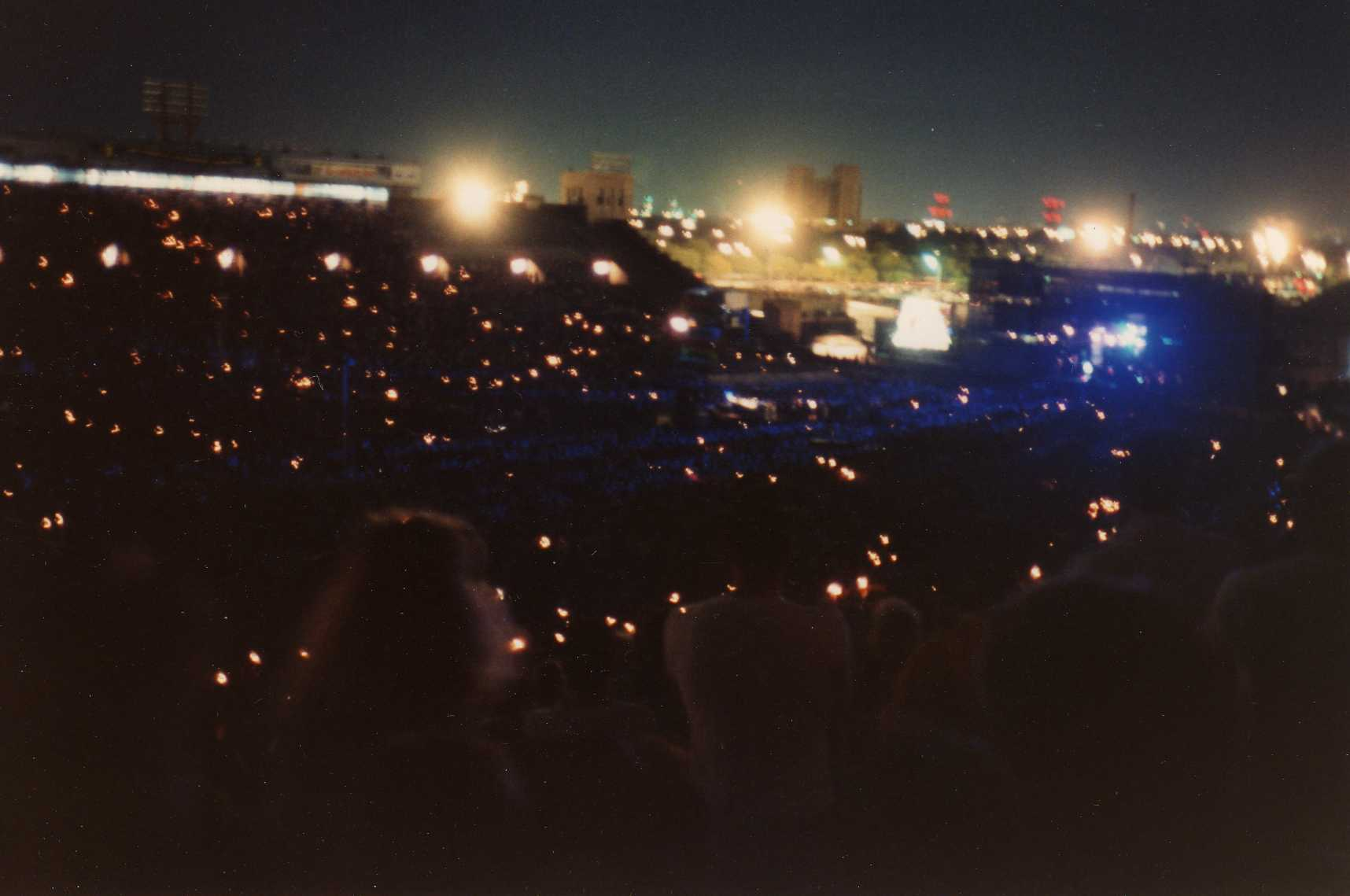
Szene während der Hauptsets bei dem im John F. Kennedy Stadion in Philadelphia

Human Rights Now! (englisch für „Menschenrechte jetzt!“) war eine weltweit stattfindende Konzerttournee von Peter Gabriel, Sting, Bruce Springsteen, Tracy Chapman und Youssou N’Dour, die im Auftrag von Amnesty International an das 40-jährige Jubiläum der Allgemeinen Erklärung der Menschenrechte erinnern sollte. Die Tournee begann am 2. September 1988 in London und endete am 15. Oktober 1988 in Buenos Aires.

## Hintergrund
Für ihre 20 Konzerte reisten die Musiker in das Vereinigte Königreich, Frankreich, Ungarn, Italien, Spanien, Costa Rica, Kanada, in die Vereinigten Staaten, Japan, Indien, Griechenland, Simbabwe, an die Elfenbeinküste sowie nach Brasilien und Argentinien. Mit mehr als einer Million Konzertbesuchern war Human Rights Now! die bis dahin erfolgreichste Benefizvorstellung der Geschichte. Der US-amerikanische Sportartikelhersteller Reebok übernahm die Produktionskosten der Tournee.

## Termine
| Nr. | Datum              | Land                   | Stadt        | Veranstaltungsort                | Besucher        | Einnahmen   | Ref.   |
| --- | ------------------ | ---------------------- | ------------ | -------------------------------- | --------------- | ----------- | ------ |
| 1   | 2. September 1988  | Vereinigtes Konigreich | London       | Wembley Stadium                  | 77.000          | —           | [ 6 ]  |
| 2   | 4. September 1988  | Frankreich             | Paris        | Palais Omnisports de Paris–Bercy | 20.000          | —           | [ 7 ]  |
| 3   | 5. September 1988  | Frankreich             | Paris        | Palais Omnisports de Paris–Bercy | 20.000          | —           | [ 7 ]  |
| 4   | 6. September 1988  | Ungarn                 | Budapest     | Népstadion                       | 81.000          | —           | [ 8 ]  |
| 5   | 8. September 1988  | Italien                | Turin        | Stadio Comunale                  | 60.000          | —           | [ 9 ]  |
| 6   | 10. September 1988 | Spanien                | Barcelona    | Camp Nou                         | 90.000          | —           | [ 10 ] |
| 7   | 13. September 1988 | Costa Rica             | San José     | Estadio Nacional de Costa Rica   | 30.000          | —           | [ 11 ] |
| 8   | 15. September 1988 | Kanada                 | Toronto      | Maple Leaf Gardens               | 17.007 / 17.007 | $ 525.686   | [ 12 ] |
| 9   | 17. September 1988 | Kanada                 | Montreal     | Stade Olympique de Montréal      | 58.679 / 60.199 | $ 1.807.956 | [ 13 ] |
| 10  | 19. September 1988 | Vereinigte Staaten     | Philadelphia | John F. Kennedy Stadium          | 74.892 / 74.892 | $ 2.621.220 | [ 14 ] |
| 11  | 21. September 1988 | Vereinigte Staaten     | Los Angeles  | Los Angeles Memorial Coliseum    | 56.547 / 64.000 | $ 1.973.790 | [ 14 ] |
| 12  | 23. September 1988 | Vereinigte Staaten     | Oakland      | Oakland–Alameda County Coliseum  | 58.500 / 58.500 | $ 1.462.500 | [ 14 ] |
| 13  | 27. September 1988 | Japan                  | Tokio        | Tokyo Dome                       | 50.000          | —           | [ 15 ] |
| 14  | 30. September 1988 | Indien                 | Neu-Delhi    | Jawaharlal Nehru Stadium         | 50.000          | —           | [ 16 ] |
| 15  | 3. Oktober 1988    | Griechenland           | Athen        | Olympiakó Stádio Athinon         | 70.000          | —           | [ 17 ] |
| 16  | 7. Oktober 1988    | Simbabwe               | Harare       | National Sports Stadium          | 70.000          | —           | [ 18 ] |
| 17  | 9. Oktober 1988    | Elfenbeinküste         | Abidjan      | Stade Félix Houphouët-Boigny     | 50.000          | —           | [ 19 ] |
| 18  | 12. Oktober 1988   | Brasilien              | São Paulo    | Parque Antártica                 | 25.000          | —           | [ 20 ] |
| 19  | 14. Oktober 1988   | Argentinien            | Mendoza      | Estadio Malvinas Argentinas      | 30.000          | —           | [ 21 ] |
| 20  | 15. Oktober 1988   | Argentinien            | Buenos Aires | Estadio Monumental               | 70.000          | —           | [ 22 ] |